# زنجیرشکن
«زنجیرشکن» (به انگلیسی: Breaker of Chains) سومین اپیزود از فصل چهارم سریال درام-فانتزی آمریکایی، بازی تاج‌وتخت، و به طور کلی سی و سومین اپیزود پخش شده از این مجموعه است. این اپیزود در تاریخ ۲۰ آوریل ۲۰۱۴ در ایالات متحده و کانادا از شبکه کابلی اچ‌بی‌او به نمایش درآمد. کارگردانی این اپیزود بر عهده الکس گریوز بوده است.